# Stéphane Bovon
Pour les articles homonymes, voir Bovon.
 (février 2014).
Si vous disposez d'ouvrages ou d'articles de référence ou si vous connaissez des sites web de qualité traitant du thème abordé ici, merci de compléter l'article en donnant les références utiles à sa vérifiabilité et en les liant à la section « Notes et références ».
Stéphane Bovon, connu sous le pseudonyme macbe, est un illustrateur et auteur de bandes dessinées suisse, né le 8 juillet 1970 à Château-d’Oex (Suisse). Il est le cofondateur des éditions Castagniééé. 

## Biographie
Après une scolarité obligatoire correcte et un apprentissage d’employé de commerce gestion chez Gétaz Romang, il voyage (toute l’Europe, le Proche-Orient, l’Amérique centrale) et passe la décennie 1990-1999 entre Vevey (Suisse) et New York avant de se marier et de s’établir en Suisse à partir de 2000. 
Il est le cofondateur en 2001 des éditions Castagniééé et, en 2012, des éditions Hélice Hélas. Sa fonction d’éditeur lui permet, dans un premier temps, d’éditer son propre travail puis, petit à petit, de publier d’autres auteurs, écrivains, illustrateurs, bédéistes, essayistes, philosophes.
Il a publié Rodolphe Petit, Alain Freudiger, Pierre Yves Lador, Maga, Nicolas Sjöstedt, David Brülhart, Pierre Queloz, Krum, Jon Ferguson, Jamil Alioui.
Habitué des festivals de BD et autres manifestations autour des livres, il entreprend des performances : interventions médiatiques (invité récurrent de Michèle Durand-Vallade sur la RSR), vernissages décalés, dessins dans la rue, vidéos de zombie (Menhirium Tremens du collectif Zebra), actings littéraires et musicaux (Hélice Hélas on Tour, Literatura Ex Machina, Les Despotes éclairés). 
Depuis 2013, il accompagne Jean-Luc Fornelli dans le cadre de Nyon dans ta gueule, stand-up itinérant.
Il a collaboré dans le passé avec Xavier Löwenthal, William Henne, Alexandre Grandjean, Nathalie Compondu, Maude Fattebert et Benjamin Cuche.

## [1]De multiples métiers
Il a été comptable, serveur, agent de sécurité, comédien, illustrateur, auteur de bande dessinée et écrivain.
Il enseigne depuis 1999 l'Histoire et l'Anglais dans L’Établissement primaire et secondaire de l'Élysée.

## Publications
- Les aventures du contrôleur, Éditions Castagniééé, 2001
- tch de xe, Éditions Castagniééé, 2002
- Harry Cow-Boy, Éditions Castagniééé, 2003
- Salomé dans le Monde Parallèle, Éditions Castagniééé, 2003
- Les Aventures du Commissaire Bocrâte, Éditions Castagniééé, 2003
- Le Prisonnier, Éditions Castagniééé, 2004
- Les Classiques Castagniééé (38 livrets), Éditions Castagniééé, 2003-2005
- Suisse-Belgique, Éditions Castagniééé, 2008
- Camouflage, Éditions Castagniééé, 2009
- ULTIMITEM, MEN/Castagniééé, 2011
- Génération spontanée, L'Âge d'Homme, 2012
- Contre Zimoune, Hélice Hélas Éditeur, 2012,  (ISBN 978-2-9700766-7-4)
- Plus ou moins postmoderne, Hélice Hélas Éditeur, 2013,
- Gérimont, Olivier Morattel Éd., 2013
- La lueur bleue (Gérimont II), Olivier Morattel Éd., 2014
- Les deux vies de Louis Moray (Gérimont III), Olivier Morattel Éd., 2015,  (ISBN 978-2-940547-07-4)